# Fondillón
Fondillón ist ein oxidativ ausgebauter Wein aus dem Anbaugebiet Alicante am spanischen Mittelmeer, der zu den Dessertweinen gezählt wird. Verwendung finden ausschließlich überreife Monastrell-Trauben. Nach der Pressung wird der Traubenmost in offene Gefäße gefüllt und so dem Luftsauerstoff und der Wärme ausgesetzt. Nach einigen Wochen werde diese teiloxidierten Moste nach dem Solera-System eingekellert und dort für etwa zehn Jahre gereift. Der Alkoholgehalt liegt zwischen 16 und 18 Volumenprozent. Nach anfänglich rot-violetter Farbe beim Jungwein ist Fondillón nach der Alterung goldgelb. Im Geruch dominieren Rosinen- und Holznoten.
Diese Technik der Weinbereitung wurde nachweislich schon im 15. Jahrhundert angewandt, geriet im Zuge der Reblausplage, aber auch aus anderen Gründen wie beispielsweise dem Landfraß aufgrund des beginnenden Tourismus, zum Ende des 19. Jahrhunderts in Vergessenheit. Kulturelle Größen wie William Shakespeare, Daniel Defoe oder Alexandre Dumas haben ihn durch ihr literarisches Schaffen gewürdigt. Nachdem er seit den frühen 1950er Jahren wieder hergestellt wird, erhöht sich seine Reputation von Jahr zu Jahr.
Ähnliche Herstellungsprozesse finden sich auch in anderen Regionen Spaniens und in Frankreich, beispielsweise bei Mistela und Rancio, sowie beim portugiesischen Madeira.